# 伊琳娜·鲍里西芙娜·胡西耶娃
伊琳娜·鲍里西芙娜·胡西耶娃（羅馬化：Iryna Borysivna Husyeva；1987年8月5日—）是乌克兰残奥会柔道运动员。她代表乌克兰参加2016年巴西里约热内卢夏季残奥会，并获得女子63公斤级银牌。她还在日本东京举行的2020年夏季残奥会上获得女子63公斤级银牌。
2015年在葡萄牙奥迪韦拉什举行的IBSA欧洲柔道锦标赛上，她获得女子63公斤级项目金牌。